# José Ortega y Gasset
José Ortega y Gasset, född 9 maj 1883 i Madrid, död 18 oktober 1955, var en spansk filosof och politisk teoretiker, känd för sin bok Massornas uppror (La rebelión de las masas). Han var son till José Ortega y Munilla.

## Biografi
José Ortega y Gasset doktorerade i Spanien, och begav sig sedan till Tyskland där han kom i kontakt med neokantianska strömningar. När han återkom till Spanien 1909 utsågs han till professor i psykologi, etik och logik vid Escuela Superior del Magisterio de Madrid, och året därpå en professur i metafysik vid universitetet i Madrid där han efterträdde Nicolás Salmerón.
Han var dessutom verksam som skribent i El Sol i vilken han lät ge ut essäer som han senare samlade i verken España invertebrada och La rebelión de las masas; den senare gjorde honom internationellt berömd. Han grundade därefter Revista de Occidente som publicerade verk och kommentarer om Oswald Spengler, Johan Huizinga, Edmund Husserl, Georg Simmel, Jakob von Uexküll, Heinz Heimsoeth, Franz Brentano, Hans Driesch, Ernst Müller, Alexander Pfänder och Bertrand Russell. Därmed bidrog han aktivt till att föra den dåvarande västerländska filosofin till Spanien.
Under spanska inbördeskriget var han på grund av sitt stöd åt republikanerna tvungen att gå i landsflykt och återvände först 1948.
Ortega y Gassett var en förespråkare för en existentialism driven till ytterlighet av Martin Heidegger.

## Filosofi
Ortega y Gassett avvisade Descartes tes cogito ergo sum, "jag tänker alltså finns jag till", och menade att det var på motsatt sätt: "Jag lever alltså tänker jag". Han var mycket influerad av Nietzsche, och genom att lägga till drag av icke-relativism, konstaterade han att absolut kunskap existerar såsom summan av alla synvinklar för den som står i den positionen att han kan få överblick över dem. Han myntade begreppet "razón vital", vital orsak, eller livets orsak som dess grund; han menade att människan konstruerar mening efter förmåga, och att en elit därför måste leda massan bort från masskulturen. Razón vital förstod han även som en historisk orsak; människor har ingen natur, menade Ortega y Gassett, utan bara historia. Eliten och vetenskapen borde därför fokusera på dynamiska faktorer, vad som blir, i stället för statiska faktorer, vad som är eller var.
Han beskrev massmänniskan som ett fenomen som skall ha dykt upp under 1800- och 1900-talet, och enligt honom är massmänniskan en typ som finns inom alla samhällsklasser. Skillnaden mot äldre tider är att de under demokratins tidevarv så att säga har flutit upp till ytan, medan de förr skulle ha accepterat sin oförmåga att gripa in i angelägenheter som endast borde skötas av "kvalificerade minoriteter". Massmänniskan beskriver Ortega y Gasset som en typ som bara följer med vågorna och inte ålägger sig några perfektionistiska ideal och som en typ som betraktar världen som given och därmed inte tar hänsyn till de processer som formar världen. På så sätt bortser de till exempel från de individuella ansträngningar som har krävts för alla teknologiska framsteg.
Ortega y Gasset efterlyser mera liberalism, som han definierar som "den princip [...], enligt vilken den offentliga auktoriteten, trots dess allmakt, begränsar sig själv och försöker, till och med på sin egen bekostnad, att lämna rum inom staten [...] att leva för dem som varken tänker eller känner som den, det vill säga den starkare parten – majoriteten – gör".